# Biedrzych ze Strażnicy
Biedrzych ze Strażnicy (czesk. Bedřich ze Strážnice, ur. ?, zm. 22 października 1459 r. w Potštejn) – czeski polityk, duchowny, dowódca wojskowy, przedstawiciel radykalnego husytyzmu. Pochodził ze szlacheckiego rodu morawskiego. Inicjator najazdów taboryckich na Śląsku i w Małopolsce w latach 1430 – 1434. W 1436 r. uzgodnił z Zygmuntem Luksemburskim legalizację kościoła taboryckiego. Od 1449 r. przeciwnik Jerzego z Podiebradów.
Biedrzych ze Strażnicy pojawia się jako postać drugoplanowa w trylogii husyckiej Andrzeja Sapkowskiego.